# Where the Mountains Meet (film 1913)
Where the Mountains Meet è un cortometraggio muto del 1913 diretto da Arthur Mackley.

## Produzione
Il film fu prodotto dalla Essanay Film Manufacturing Company. Venne girato a Hollywood.

## Distribuzione
Distribuito dalla General Film Company, il film - un cortometraggio di una bobina - uscì nelle sale cinematografiche USA il 19 febbraio 1913.